# اتفاقية الشروط الانتخابية

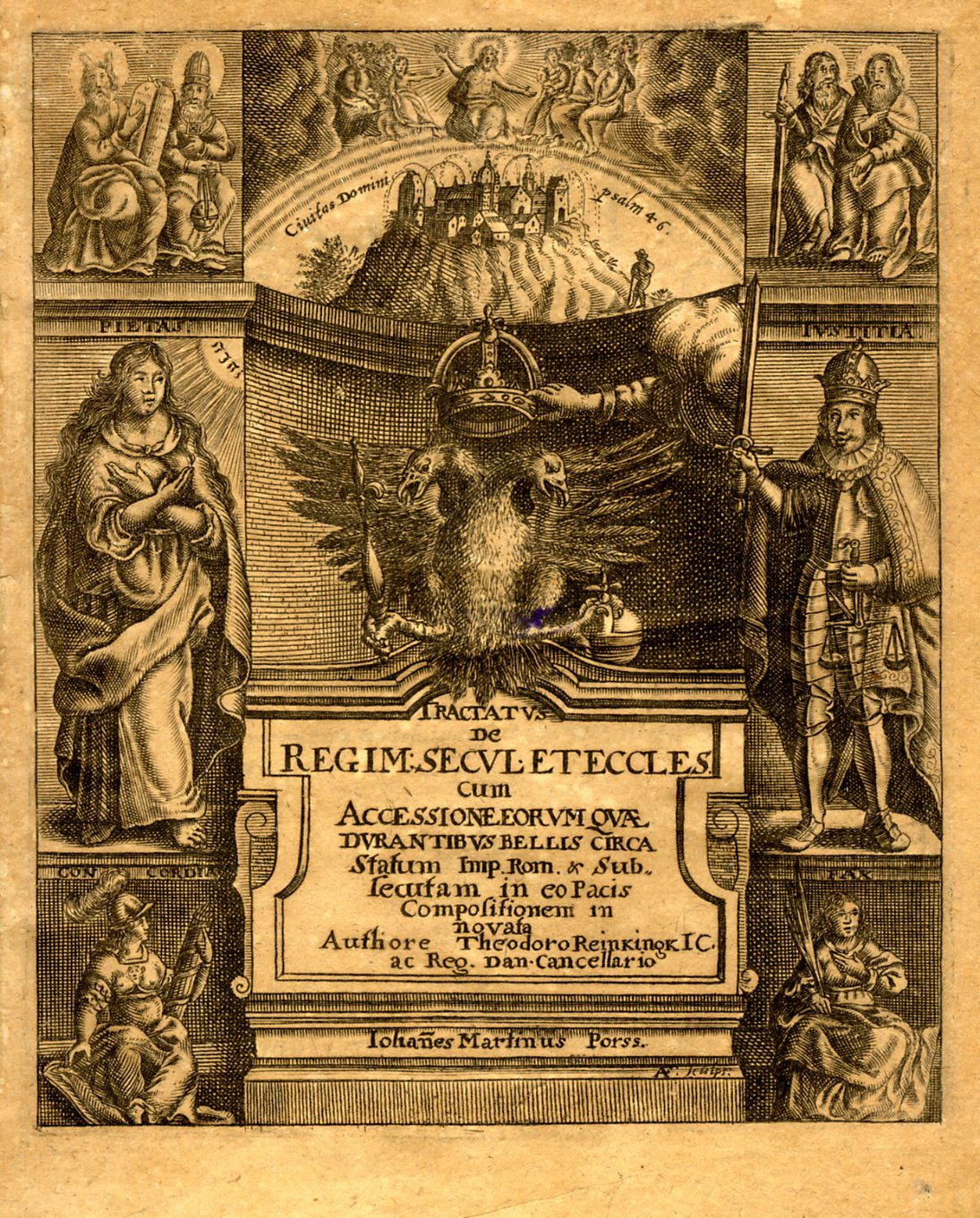

كانت اتفاقية الشروط الانتخابية (باللغة اللاتينية capitulatio caesarea) في أوروبا أثناء العصور الوسطى هي عقد يُبرَم بين الهيئة الانتخابية وصاحب السلطة، على سبيل المثال الملك أو البابا. وينص هذا العقد على حماية مصالح مجموعات معينة ذات نفوذ، ويضع شروط الطريقة التي سيمارس بها صاحب السلطة سلطاته.

## مقالات ذات صلة
- هيئة انتخابية
- أمر بتنظيم عملية انتخابية
- تقديرات إحصائية لنتائج الانتخابات
- مسح ما قبل اقتراع الناخبين
- مسح اقتراع الناخبين
- الانتخابات الإمبراطورية